# Симеизская обсерватория

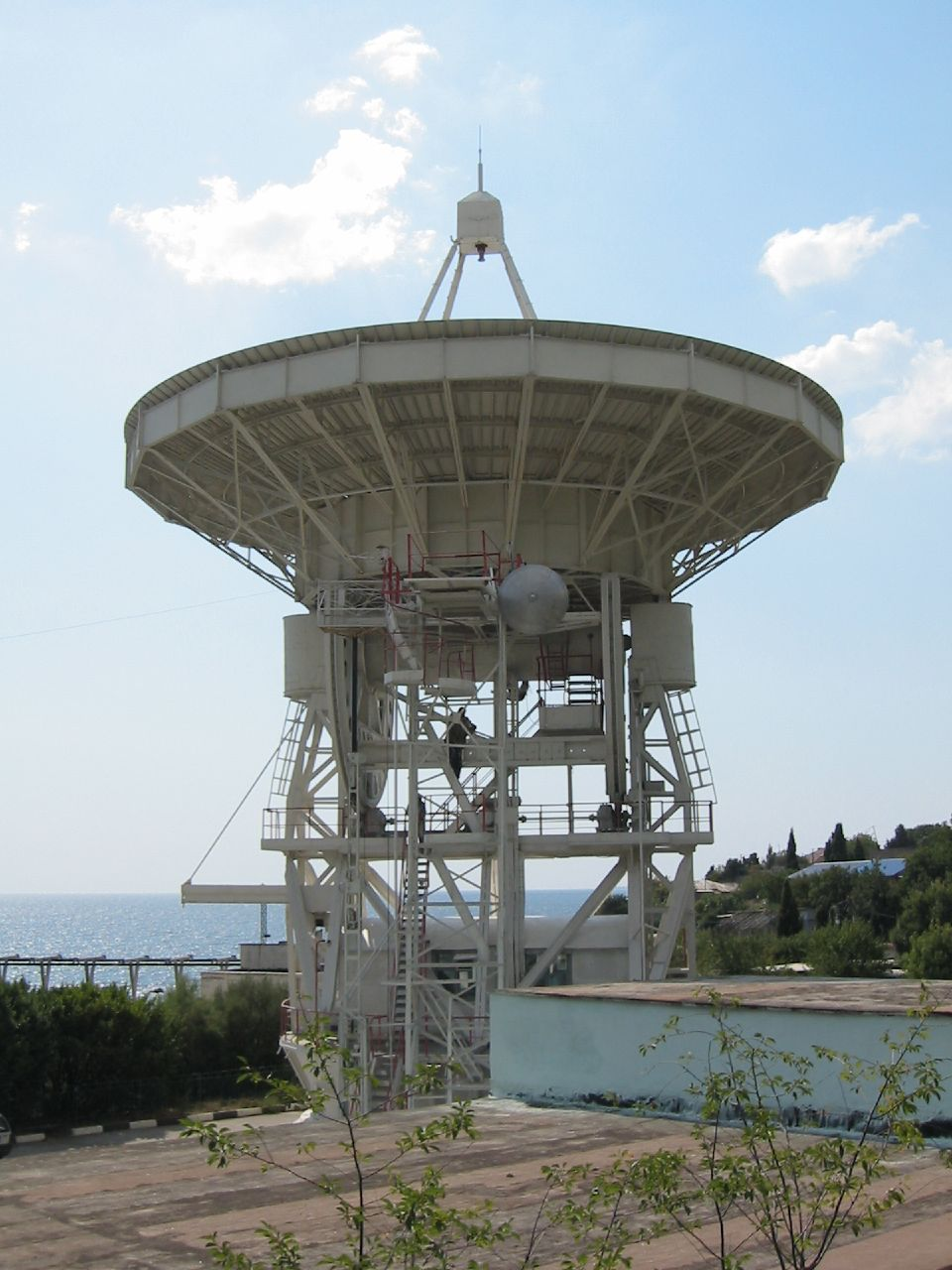
Радиотелескоп РТ-22

Симеи́зская обсервато́рия (код обсерватории «094») — астрономическая исследовательская обсерватория. Находится вблизи посёлка Симеиз, на горе Кошка. Ныне является частью Крымской астрофизической обсерватории.
В честь Симеизской обсерватории названа малая планета (748) Симеиза, открытая Г. Н. Неуйминым 14 марта 1913 года — первый астероид, открытый с территории России.

## История

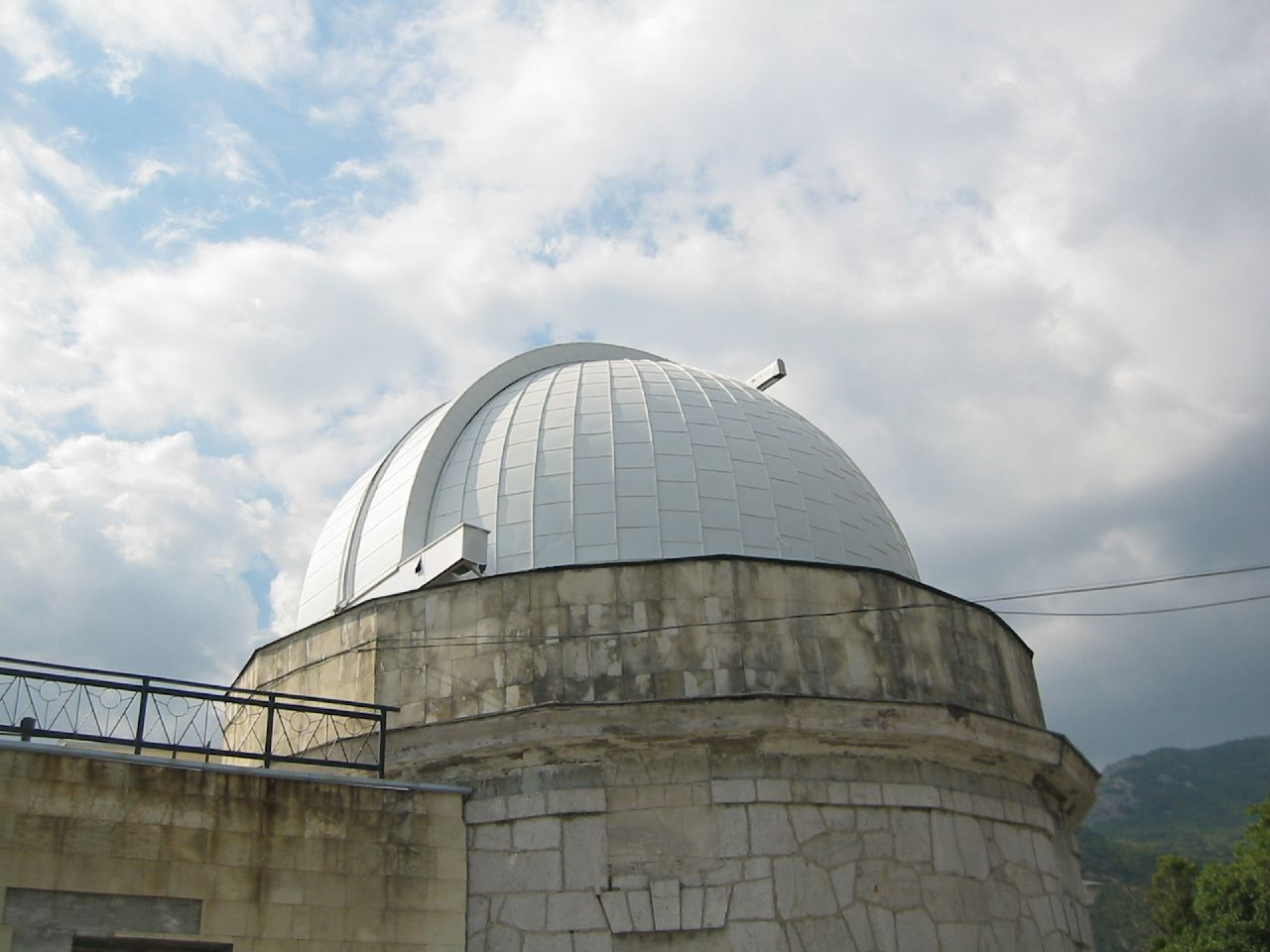
Купол Цейса-1000

В 1906 году в Крым приехала экспедиция пулковских астрономов с целью поиска подходящего места для южной обсерватории. В состав экспедиции входили А. П. Ганский и Г. А. Тихов. Им приглянулось место в районе Симеиза. Они неожиданно на горе Кошка (немного выше Симеиза) обнаружили два купола неизвестной им обсерватории. Оказалось, что эта небольшая обсерватория принадлежит любителю астрономии Н. С. Мальцову. После недолгой переписки Н. С. Мальцов предложил свою обсерваторию в дар Пулковской обсерватории для создания там её южного астрофизического отделения. За эту важную услугу Н. С. Мальцов был принят в почётные члены Императорской академии наук. В 1908 году был установлен небольшой двойной астрограф (D = 120 мм). Изначально оборудование обсерватории ограничивалось двумя небольшими телескопами. Официальное открытие Симеизской обсерватории как филиала Пулковской обсерватории состоялось в 1912 году. Активность обсерватории и системность наблюдений появились с приездом в 1912 году Григория Николаевича Неуймина. С 1908 по 1925 года с помощью астрографа были открыты 37 малых планет, комета и большое число переменных звёзд. В 1925 году в Симеизской обсерватории установили метровый телескоп-рефлектор, с помощью которого впоследствии производились исследования спектров небесных тел.
Симеизская обсерватория была полностью разрушена в ходе Второй мировой войны, а большая часть оборудования оказалась утеряна. Впоследствии некоторые инструменты были найдены в Германии по окончании войны, включая главный телескоп, хотя его зеркало было повреждено. Тем не менее, 30 июня 1945 года было принято решение о восстановлении обсерватории, причём Симеизское отделение Пулковской обсерватории было преобразовано в уже самостоятельную Крымскую астрофизическую обсерваторию под руководством Г. А. Шайна. Недалеко от Симеизской обсерватории, на берегу Чёрного моря, построен осенью 1967 года радиотелескоп РТ-22, с диаметром рефлектора 22 метра.
На верхней площадке обсерватории (гора Кошка) в 1975 году Астросовет создал Симеизскую станцию лазерной локации ИСЗ. Она и ныне действует. Также рядом с ней в 1988 году была создана ещё одна станция лазерной локации ИСЗ «Simeiz-1873», оснащённая метровым телескопом.

### Руководство
Руководители обсерватории по году назначения:
- 1908 — Ганский, Алексей Павлович — основатель обсерватории
- 1909 — Белявский, Сергей Иванович — первый руководитель
- 1925 — Неуймин, Григорий Николаевич
- 1934 — Альбицкий, Владимир Александрович
- 1936 — Неуймин, Григорий Николаевич (эвакуирован в 1941)

### Современное состояние
В декабре 2012 года над обсерваторией нависла угроза уничтожения — Кабинет министров Украины издал 13 декабря 2012 приказ № 1415 «О прекращении Научно-исследовательского института „Крымская астрофизическая обсерватория“» — о реорганизации обсерватории, в результате выполнения которого она потеряла бы статус юридического лица, что привело бы к потере Охранной зоны обсерватории, в которой запрещена какая-либо хозяйственная деятельность, тем более строительство. А также терялся акт на землю, что позволило бы строить на землях обсерватории посторонние объекты. Особенно ценными землями обладал филиал обсерватории — 17 гектаров на побережье.
После присоединения Крыма к Российской Федерации, в период 2014—2015 годов в обсерватории провели масштабную реконструкцию. Крымская астрофизическая обсерватория была отнесена российскими властями в ведение Федерального агентства научных организаций.

## Основные инструменты
Симеиз до 1941 года:
- двойной астрограф (D = 120 мм, установлен в 1908 году, производство Карл Цейс, заказан ещё Мальцовым, разрушен во время ВОВ)
- Гелиометр Далмейра, производство Карл Цейс (заказан ещё Мальцовым)
- 102-см рефлектор. Производитель: английская фирма Гребб-Парсонс, установлен в 1925 году, первый снимок в январе 1926 года, спектральные наблюдения; разрушен во время ВОВ. Повреждённое зеркало хранится в Научном.
- Зонный астрограф из Пулково — астрометрический инструмент использовался для изучения переменных звёзд
- Фотогелиограф. Установлен в 1932 году, разрушен во время ВОВ.
- Спектрогелиоскоп. Установлен в 1935 году, разрушен во время ВОВ.
- Светосильный спектрограф для наблюдений спектра Млечного Пути — в 1941 году эвакуирован в Алма-Ату

Ппосле 1945 года:
- 64/70-см телескоп АТ-64, камера Richter-Slevogt (D = 640 мм, f = 900 мм) c ПЗС-камерой SBIG ST-8. Получен по репарации. В 1946 году установлен в Симеизе, в 60-х годах перевезён в Научный. Исследование газовых эмиссионных туманностей.
- Небулярный спектрограф (1947г) — первый в СССР
- 70-см телескоп АЗТ-8 (D = 700 мм, f = 3150 мм, F/16 и F/40, ЛОМО, 1964 год) — в 1964 году установлен в Симеизе. В 1977 году перевезён в Научный.
- Цейс-600 (СЭС Астросовета на горе Кошка)
- Цейс-1000 (СЭС Астросовета на горе Кошка, 1987 год)
- Несколько камер для наблюдения ИСЗ (Спутниковая Экспериментальная Станция Астросовета)
- Камера СБГ (D=43 см) (СЭС на горе Кошка)
- LD-1 — лазерный дальномер ИСЗ «Интеркосмос» (СЭС Астросовета, 1978 год)[6]
- «KRIM» или «Simeiz-1873» лазерный дальномер, телескоп системы Кассегрена-Кудэ (D = 1 м, F = 11.6м) (на горе Кошка)[2][7]

## Направления исследований
- Радиоинтерферометрия со сверхдлинными базами (РСДБ)
- Многоволновый мониторинг активных галактических ядер
- Изучение активности Солнца и звёзд
- Наблюдения молекулярных линий в миллиметровом диапазоне радиоволн
- Наблюдения нестационарных звёзд и галактик в сантиметровом и миллиметровом диапазонах
- ИСЗ (станция ИНАСАН)
- Астероиды (астрометрия и фотометрия)

## Основные достижения
- Открытие 150 ранее неизвестных туманностей (каталог Simeiz)
- 15 сентября 1911 года С. И. Белявский открыл относительно яркую комету
- В Симеизской обсерватории было открыто 149 астероидов и 8 комет[8][9].

## Известные сотрудники
- В. А. Альбицкий
- В. А. Амбарцумян
- Н. П. Барабашов
- С. И. Белявский
- Б. А. Воронцов-Вельяминов
- В. Ф. Газе
- А. П. Ганский
- Н. Н. Горькавый
- Б. В. Кукаркин
- О. А. Мельников
- Г. Н. Неуймин
- П. П. Паренаго
- В. П. Цесевич
- Г. А. Шайн и его жена П. Ф. Шайн

## Интересные факты
- 102-см рефлектор был крупнейшим телескопом в Европе и СССР на момент установки (1925 год) и первым телескопом, превысившим диаметр метр в СССР.
- Хотя обсерватория обладала очень маленьким астрографом (120 мм), по числу наблюдений малых планет и открытых астероидов Симеиз занимал второе место в мире в довоенное время (с 1912 по 1914 года), уступая только Гейдельбергской обсерватории (Германия), у которой был астрограф с объективом 500 мм[10].
- В честь основателя обсерватории Николая Сергеевича Мальцова назван астероид (749) Мальцовия, открытый в 1913 году.